# José Manuel Cañamero
José Manuel Cañamero García, conocido como Cañamero (Sevilla, 21 de noviembre de 1983) es un exfutbolista español. Jugó como mediocampista en el del Betis Deportivo Balompié y llegó a disputar algunos partidos amistosos con el primer equipo.

## Carrera
Cañamero jugó en el Real Betis B cuatro temporadas. El entonces entrenador del primer equipo, Javier Irureta, lo alineó en varios partidos amistosos del Real Betis durante el verano del 2006. 

## Clubes
| Club         | País   | Año       |
| ------------ | ------ | --------- |
| Real Betis B | España | 2002-2008 |
| Real Betis   | España | 2006-     |

- Datos: Q5942015